# Kap Shirreff
Kap Shirreff (englisch Cape Shirreff, spanisch Cabo Shirreff, in Argentinien Cabo Alvarado) ist ein markantes Kap im Norden der Livingston-Insel im Archipel der Südlichen Shetlandinseln. Das Kap liegt am nördlichen Ende der Johannes-Paul-II.-Halbinsel, welche die Hero Bay im Osten von der Barclay Bay im Westen trennt. Das Kap ist Standort einer chilenischen und einer US-amerikanischen Forschungsstation. 
Gemeinsam mit San Telmo Island ist es als besonders geschütztes Gebiet der Antarktis Nr. 149 (Antarctic Specially Protected Area No 149) ausgewiesen und darf ohne Genehmigung nicht betreten werden. Am Kap sind der Subantarktikskua, die Antarktikscharbe, die Antarktisseeschwalbe, der Kapsturmvogel, die Buntfuß-Sturmschwalbe, der Schwarzbauch-Meerläufer und die Dominikanermöwe beheimatet. Daneben gibt es dort Kolonien des Antarktischen Seebären, des Südlichen See-Elefanten, des Zügelpinguins und des Eselspinguins.
Der britische Seefahrer Edward Bransfield benannte es 1820 nach Kapitän William Henry Shirreff (1785–1847), damaliger Kommandant der britischen Pazifikflotte. Namensgeber der argentinischen Benennung ist der argentinische General und Unabhängigkeitskämpfer Rudecindo Alvarado (1792–1872).